# Noumbiel
O Noumbiel é uma província de Burkina Faso localizada na região Sul-Oeste. Sua capital é a cidade de Batié.

## Departamentos

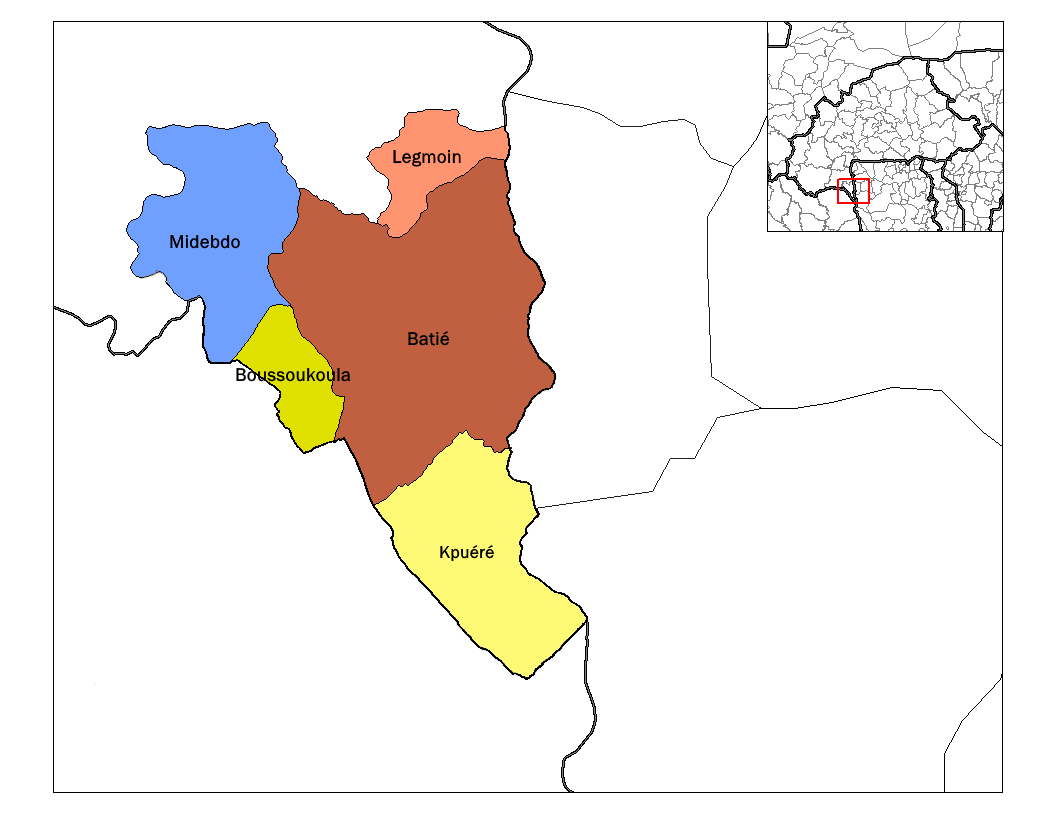
Localização dos diversos departamentos da província do Noumbiel, Burkina Faso

A província do Noumbiel está dividida em cinco departamentos:
- Batié
- Boussoukoula
- Kpéré
- Legmoin
- Midebdo